# Калаборок
Калаборок (також Калабарок) — колишнє село Новогеоргіївського району Кіровоградської області. У 1959 році територія села затоплена водами Кременчуцького водосховища, а мешканців переселено до інших населених пунктів.

## Географія
Село межувало на північному сході з селом Нове Липове, на північному заході знаходились Самусіївка та Клочкове, на півдні і південному заході зі селами Вітрове і Крилів.

## Історія

Калаборок на мапі Шуберта Ф. Ф., 1877 р.

У ХІХ ст. село входило до Подорожненської волості у складі Чигиринського повіту Київської губернії.
Село відділяється від Липового тільки невеликим струмком. Жителів обох статей 756. У 1808 році нараховувалося в 57 дворах 477 жителів. Мешканці володіють хорошими сінокісними луками над Дніпром і його притоками. Церква в ім'я Різдва Пресвятої Богородиці, дерев'яна, 6-го класу; землі мала 40 десятин; побудована в 1764 році і відновлена в 1815, з перенесенням на нове місце, щоб уникнути небезпеки від води і сипучого піску. нині будується нова дерев'яна ж церква. До неї зарахована село Андрусівка, що відстоїть від Калабаркі в 8-ми верстах. Вона лежить на лівому боці річки Тясмин, між містечками Калантаїв і Крилів, навпроти великого села Херсонської губернії Андрусівка, на правому березі лежачого. Жителів в селі обох статей 420.
У 1885 році Калаборок, колишнє державне село при річці Калаборок. У селі було 169 дворів, де мешкало 1019 осіб. Була православна церква, школа, постоялий будинок.
Станом на 1946 рік, до Калабарської сільської ради Новогеоргіївського району також входили два хутори: Квашин і Шумейки.
Клірові відомості, метричні книги, сповідні розписи церкви Різдва Пресвятої Богородиці с. Калабарка (Приписне с. Андрусівка) Київського воєв., з 1797 р. Липівської волості Чигиринського пов. Київської губ. зберігаються в ЦДІАК України.